# Elvis Martínez
Elvis Alfonso Martínez Dugarte, plus couramment appelé Elvis Martínez, né le 4 octobre 1970 à Mérida au Venezuela, est un footballeur international vénézuélien.

## Biographie

### Équipe nationale
Elvis Martínez est convoqué pour la première fois en sélection en 1993.
Il dispute trois Copa América : en 1995, 1997 et 2001. Il joue également 18 matchs comptant pour les éliminatoires de la coupe du monde, lors des éditions 1998 et 2002.
Au total il compte 33 sélections en équipe du Venezuela entre 1993 et 2002.

## Palmarès
- Avec le Caracas FC
  - Champion du Venezuela en 1995 et 1997

- Avec l'Unión Atlético Maracaibo
  - Champion du Venezuela en 2005

## Parcours d'entraîneur
- juin 2018-déc. 2020 :  Universidad de Los Andes FC
- jan. 2021-déc. 2021 :  Titanes FC
- mai 2022-nov. 2022 :  Bolivar SC
- depuis jan. 2023 :  Deportivo Rayo Zuliano